# Keilor East

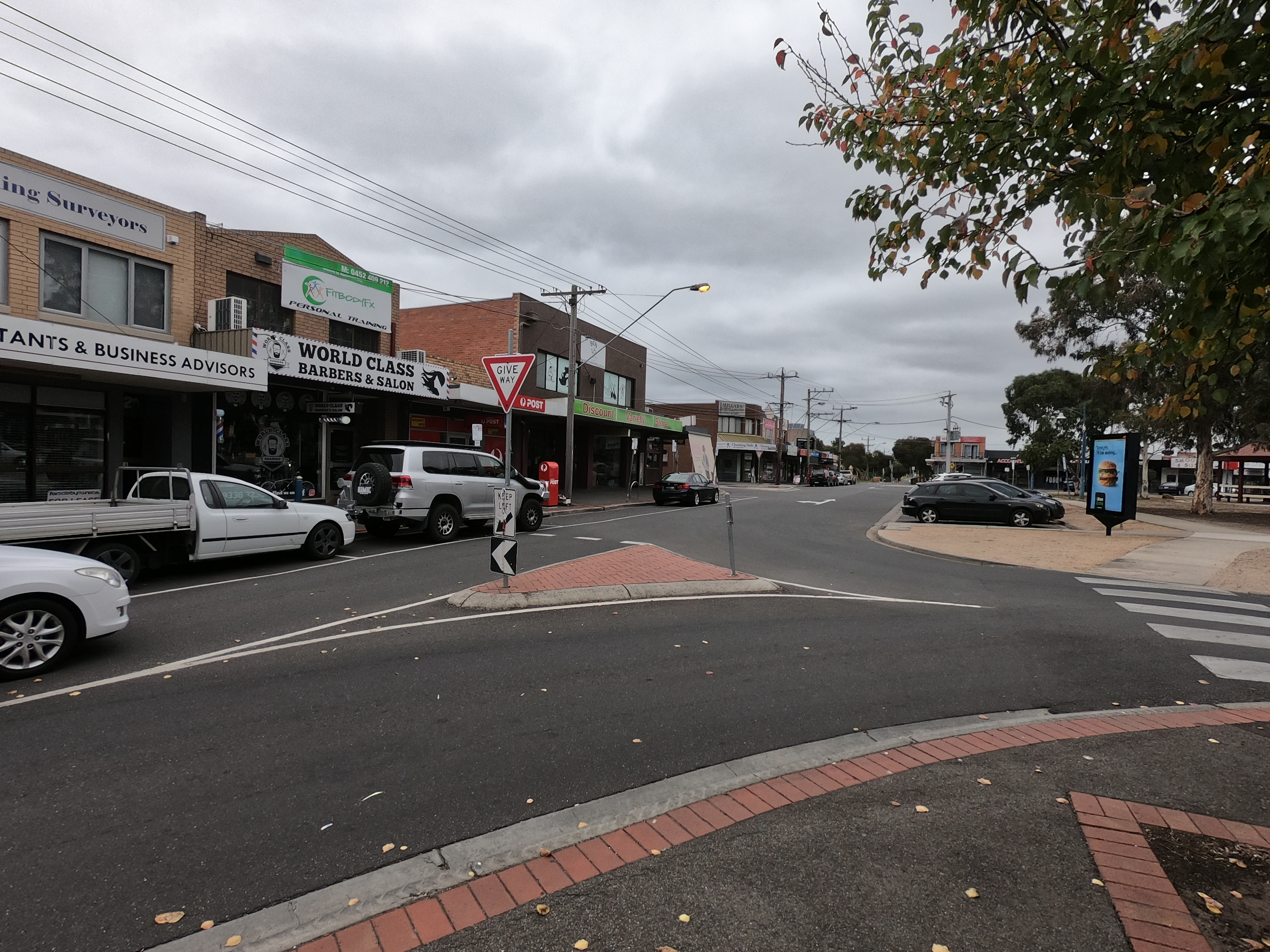
Keilor East (2019)

Keilor East ist ein Stadtteil der australischen Metropole Melbourne. Er liegt etwa 16 km nordwestlich des Stadtzentrums. Er wird im Westen begrenzt durch den Maribyrnong River, im Norden durch den Calder Freeway, im Osten durch die Hoffmans Road und im Süden durch die Buckley Street, das Steele Creek und die Rosehill Road.
Einkaufsmöglichkeiten bieten das Milleara Shopping Centre, das Centreway Shopping Centre und der Dinah Parade shopping strip. Im Einkaufszentrum Centreway befand sich der erste Laden von JB Hi-Fi, heute Australiens größte Elektronikmarktkette.

## Geschichte
Der Name des Stadtteils leitet sich von seiner Lage östlich des Stadtteils Keilor ab; dieser soll wiederum von einer Viehzucht oder einem Bach in Schottland abstammen. Das Postamt von Keilor East eröffnete 1947. Bis 1994 war der Stadtteil Teil der LGA City of Keilor. Heute gehört der östliche Teil zur City of Moonee Valley, der westliche zur City of Brimbank.